# Cernier
Cernier es una localidad y antigua comuna suiza del cantón de Neuchâtel, situada en el distrito de Val-de-Ruz. Desde el 1 de enero de 2013 hace parte de la comuna de Val-de-Ruz.

## Historia
La localidad fue mencionada por primera vez en 1324 como Cernies. La comuna mantuvo su autonomía hasta el 31 de diciembre de 2012. El 1 de enero de 2013 pasó a ser una localidad de la comuna de Val-de-Ruz, tras la fusión de las antiguas comunas de Boudevilliers, Cernier, Chézard-Saint-Martin, Coffrane, Dombresson, Engollon, Fenin-Vilars-Saules, Fontainemelon, Fontaines, Les Geneveys-sur-Coffrane, Les Hauts-Geneveys, Montmollin, Le Pâquier, Savagnier y Villiers.

## Geografía
La antigua comuna limitaba al norte con la comuna Renan (BE), al este con Chézard-Saint-Martin, al sur con Engollon y Fontaines, y al oeste con Fontainemelon y Fontaines.

## Demografía
En la siguiente tabla se muestra la evolución de la población histórica de la comuna:

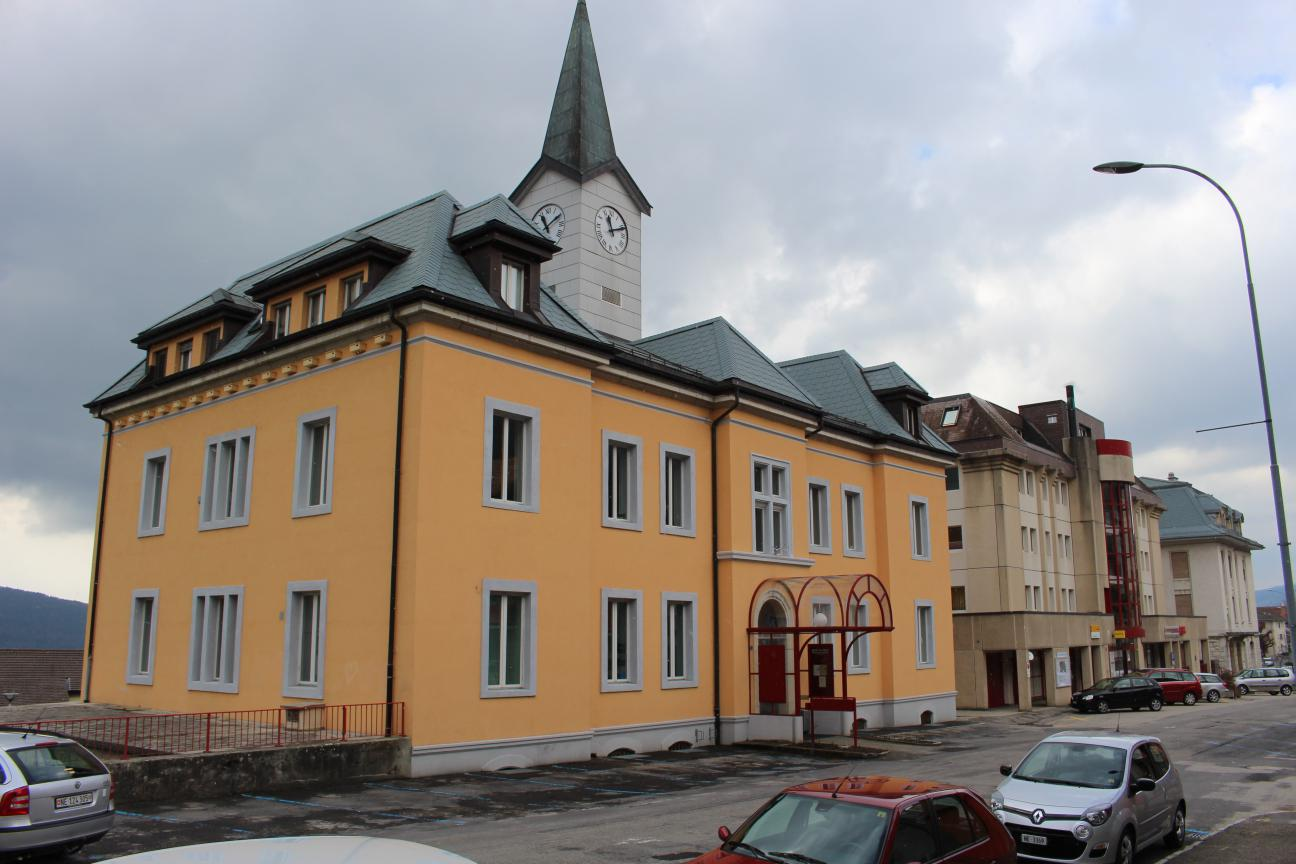
Hôtel de Ville de Cernier.